# Pièce commémorative Bene Merenti
La Bene Merenti est une pièce commémorative en or, la plus haute distinction de la ville hanséatique de Lübeck. Création de l'artiste Adolph von Menzel, elle représente la déesse allégorique de la ville Lubeca.
Avec cette pièce, la ville distingue les personnes pour les services qu'ils lui ont rendus. La pièce est une alternative à la décoration d'origine féodale ; la croix hanséatique créée en 1915 fera l'objet d'une controverse et ne sera plus décernée dans l'année. Elle est aussi un substitut aux Portugaleser qui valent dix ducats.
La pièce fut décernée 56 fois.
La seule personne morale à être distinguée est la Gesellschaft zur Beförderung gemeinnütziger Tätigkeit.

## Récipiendaires
| Nom                                                   | Année de distinction | Raisons |  |
| Johann Friedrich Petersen père (1760–1845)            | 1835                 | Grand pasteur de la cathédrale de Lübeck. Directeur de la Gesellschaft zur Beförderung gemeinnütziger Tätigkeit. Fondateur et directeur du séminaire. |  |
| Carl Wilhelm Niemeyer (mort en 1843)                  | 1838                 | Prédicateur de l'église Saint-Gilles |  |
| Johann Smidt                                          | 1841                 | Maire de Brême |  |
| Karl Sieveking (mort en 1847)                         | 1841                 | Syndic et diplomate de la ville hanséatique de Hambourg, frère du maire de Hambourg Friedrich Sieveking.                                              |  |
| Christian Heinrich Kindler                            | 1842                 | Maire de Lübeck |  |
| Hermann Friedrich Behn (mort en 1846)                 | 1843                 | Senior de l'Église évangélique luthérienne de Lübeck                                                                                                  |  |
| Vincent Rumpff                                        | 1844                 | Ministerresident hanséatique à Paris. |  |
| Paul Christian Nicolaus Lembcke (mort en 1848)        | 1847                 | Procureur, un des fondateurs de la station balnéaire de Travemünde.                                                                                   |  |
| Johann Friedrich Hach                                 | 1850                 | Diplomate hanséatique. Directeur de la Gesellschaft zur Beförderung gemeinnütziger Tätigkeit.                                                         |  |
| Carl Georg Curtius                                    | 1851                 | Syndic de Lübeck |  |
| Bernhard Heinrich Frister                             | 1856                 | Maire de Lübeck |  |
| Carl Heinrich Ahrens                                  | 1862                 | Officier de la Lübecker Bürgergarde et directeur de la caserne de pompiers de Lübeck.                                                                 |  |
| Carl Georg Behrens                                    | 1863                 | Officier de la Lübecker Bürgergarde et commandant du bataillon d'infanterie de Lübeck dans le contingent confédéral                                   |  |
| Karl Ludwig Roeck                                     | 1864                 | Maire de Lübeck |  |
| Ludwig Müller (1782–1865)                             | 1865                 | Sénateur de Lübeck |  |
| Johann Joachim Friedrich Torkuhl                      | 1865                 | Maire de Lübeck |  |
| Heinrich Brehmer                                      | 1870                 | Maire de Lübeck |  |
| Carl Wilhelm Pauli (mort en 1879)                     | 1870                 | Juriste et historien |  |
| Johann Carl Lindenberg (mort en 1892)                 | 1871                 | Senior de l'Église évangélique luthérienne de Lübeck                                                                                                  |  |
| Peter Ludwig Elder                                    | 1873                 | Syndic de Lübeck |  |
| Peter Hermann Münzenberger (mort en 1886)             | 1882                 | Pasteur de l'église Sainte-Marie. |  |
| Hermann Lingnau                                       | 1883                 | Directeur de la poste de Lübeck |  |
| Theodor Curtius                                       | 1885                 | Maire de Lübeck |  |
| Anton Ferdinand Benda                                 | 1887                 | Directeur de la société de chemin de fer de Lübeck-Büchen                                                                                             |  |
| Carl Friedrich Wehrmann                               | 1889                 | Directeur des archives de Lübeck |  |
| Gesellschaft zur Beförderung gemeinnütziger Tätigkeit | 1889                 | |  |
| Friedrich Krüger                                      | 1893                 | Ambassadeur hanséatique à la cour de Prusse à Berlin                                                                                                  |  |
| Georg Claussen (1819–1898)                            | 1895                 | Président de la Landgericht |  |
| Heinrich Theodor Behn                                 | 1895                 | Maire de Lübeck |  |
| Karl Hoppenstedt (1834–1910)                          | 1899                 | Président de la Landgericht Lübeck |  |
| Richard Krieger (mort en 1906)                        | 1900                 | Directeur des douanes de Lübeck à Altona |  |
| Wilhelm Brehmer                                       | 1901                 | Maire de Lübeck. Directeur de la Gesellschaft zur Beförderung gemeinnütziger Tätigkeit.                                                               |  |
| Heinrich Klug                                         | 1904                 | Maire de Lübeck. Directeur de la Gesellschaft zur Beförderung gemeinnütziger Tätigkeit.                                                               |  |
| Peter Rehder                                          | 1910                 | Maître d'œuvre du canal Elbe-Lübeck. |  |
| Johann Georg Eschenburg                               | 1910                 | Maire de Lübeck. Directeur de la Gesellschaft zur Beförderung gemeinnütziger Tätigkeit.                                                               |  |
| Karl Peter Klügmann (1835–1915)                       | 1913                 | Sénateur et diplomate hanséatique |  |
| Johann Hermann Eschenburg                             | 1914                 | Maire de Lübeck |  |
| Emil Ferdinand Fehling                                | 1917                 | Maire de Lübeck et historien de la ville. Directeur de la Gesellschaft zur Beförderung gemeinnütziger Tätigkeit.                                      |  |
| Ferdinand Frensdorff                                  | 1917                 | Juriste, spécialiste du droit des villes hanséatiques                                                                                                 |  |
| Heinrich Görtz (mort en 1937)                         | 1918                 | Membre du Reichstag |  |
| Eduard Rabe (1844–1920)                               | 1918                 | Sénateur de Lübeck |  |
| Johannes Daniel Benda                                 | 1919                 | Directeur de la Gesellschaft zur Beförderung gemeinnütziger Tätigkeit.                                                                                |  |
| Alfred Stooß (1853–1927)                              | 1923                 | Sénateur de Lübeck |  |
| Dietrich Schäfer                                      | 1925                 | Historien. |  |
| Martin Donandt                                        | 1927                 | Maire de Brême. |  |
| Hermann Eschenburg (mort en 1954)                     | 1952                 | Président de la Chambre de commerce et d'industrie |  |
| Georg Kalkbrenner                                     | 1955                 | Sénateur de Lübeck aux finances |  |
| Otto Passarge                                         | 1961                 | Maire de Lübeck |  |
| Adolf Ehrtmann                                        | 1970                 | Sénateur |  |
| Gerhard Gaul                                          | 1982                 | Homme politique |  |
| Uwe Röhl                                              | 1998                 | Premier recteur du Conservatoire de Lübeck, organiste de la cathédrale de Lübeck                                                                      |  |
| Friedhelm Döhl                                        | 2001                 | Recteur du Conservatoire de Lübeck de 1991 à 1994 |  |
| Claus-Achim Eschke                                    | 2001                 | Consul honoraire de Finlande à Lübeck |  |
| Robert Knüppel                                        | 2002                 | Maire |  |
| Lisa Dräger                                           | 2005                 | Femme d'affaires et mécène |  |
| Christian Dräger                                      | 2014                 | Homme d'affaires et mécène |  |

## Source de la traduction
- (de) Cet article est partiellement ou en totalité issu de l’article de Wikipédia en allemand intitulé « Gedenkmünze Bene Merenti » (voir la liste des auteurs).